# Sellye
Sellye je mesto na Madžarskem, ki upravno spada pod podregijo Sellyei Županije Baranja.